# モチーフ (音楽)
音楽においてモチーフまたはモティーフ（独：Motiv）とは、動機（どうき）と訳され、独立した楽想を持った最小単位のいくつかの音符ないし休符の特徴的な連なりを言う。

## 概略
楽曲を形作る最小単位である。基本的には2小節からなるとされることが多い。これは、1小節以下の長さの楽句では拍子が確定できないためである。この動機をさらに２つに分けることができる場合、その一つ一つを部分動機と呼ぶ。
クラシック音楽の楽式論においては、ひとまとまりの旋律を主題と呼び、たいていは8小節程度を標準として、場合によっては数小節程度のものから数十小節の長さの規模を持つものもあるが、この主題はいくつかの動機が集まることで成り立っている。もちろん、ひとつの主題の中に同じ動機が繰り返されることもある。
また、大規模な作品において、1つの動機が全体を構成する根本的な要素となっていることもある。たとえば、ルートヴィヒ・ヴァン・ベートーヴェンの交響曲第5番の第1楽章は
で開始される。これはこの楽章の第一主題の冒頭であり、第一主題の一部である。そして、上の譜例の部分は、同じ形の2個の動機から成り立っている。この2個の動機の後、第一主題はこの動機を第二ヴァイオリン、ヴィオラ、第一ヴァイオリンの順で追いかけるように繰り返して進んでゆく。この動機は、第二主題の序においても、また展開部においても多少形を変えて執拗に繰り返される。のみならず、第3楽章でも同じリズムが拍節を変えて現れている。このように、一定の動機が曲全体にちりばめられ、またいくつかの動機が互いに関連を持つことで曲全体に統一感が与えられる。